# Trichaeta monoleuca
Trichaeta monoleuca là một loài bướm đêm thuộc phân họ Arctiinae, họ Erebidae.